# 12594 Sidorclare
12594 Sidorclare è un asteroide della fascia principale. Scoperto nel 1999, presenta un'orbita caratterizzata da un semiasse maggiore pari a 2,7552867 au e da un'eccentricità di 0,1856272, inclinata di 3,71971° rispetto all'eclittica.